# Густав Гослер
непознато
Густав Лудвиг Гослер (Хамбург, 4. април 1879 — 4. април 1940) био је немачки веслач на прелазу из 19. у 20. век, учесник Летњих олимпијскимих играма 1900. Био је члан немачког веслачког клуба Хамбург.
На Олимпијским играма 1900. такмичио се у две веслачке дисцилине: четверцу са кормиларом и осмерцу. У такмичењу четвераца са кормиларом десило се нешто необично за спортска такмичења. Због неслагања такмичара и судија после трка у претакмичењу одлучено је да се званично одрже две финалне трке тзв. А и Б финале. Победницима финала су подељена два комлета медаља. МОК је касније признао резултате, а тиме и освајаче медаља оба финала. 
Посада коју су поред њега чинили његова браћа Оскар и Карл, па Валтер Каценштајн и Валдемар Титгенс учествовала је у Б финалу и освојили златну медаљу.
Са посадом осмераца је заузео 4. место.